# Microïds
Microïds, conosciuta anche come MC2-Microïds, è un'azienda francese che si occupa della pubblicazione e della realizzazione di videogiochi, il cui marchio appartiene dal 2010 alla Anuman Interactive.

## Storia
Microïds è stata fondata nel 1984 da Elliot Grassiano come casa sviluppatrice di videogiochi. Dal 1995 produce e pubblica i suoi prodotti. Si espande affiancando al quartier generale di Parigi una sede di sviluppo in Canada e una di pubblicazioni a Milano. Nel 2003 la fusione con MC2-France e Wanadoo Edition la salva dalla bancarotta.
Il 2 marzo 2005 Ubisoft annuncia un accordo per l'acquisto della sede canadese di MC2-Microïds con lo scopo di integrarla nella sua sede di Montréal, ma senza toccare la proprietà intellettuale, che rimane della casa francese. Con l'operazione 50 dipendenti Microïds Canada vengono trasferiti a Ubisoft Montreal. Conseguentemente Microïds Italia esce dalla compagnia e diventa Blue Label Entertainment, distributore di giochi MC2-Microïds e sviluppatore.
Microïds smette di produrre videogiochi fino alla fine del 2007, quando MC2 decide di rilanciare il marchio.
Nel giugno del 2008 la società annuncia l'intenzione di convertire alcuni dei suoi titoli di successo per iPhone.

## Videogiochi
lista di videogiochi prodotti o pubblicati dalla compagnia MC2 France, sotto le varie marche tra cui Microïds, Cryo, Index+ e Wanadoo Edition.

### Microïds
- Grand Prix 500 cc (1986)
- Rodeo (1986)
- Superbike Challenge (1987)
- Downhill Challenge/Super Ski (1987)
- Highway Patrol (1989)
- Chicago 90 (1989)
- Highway Patrol 2 (1990)
- Super Ski 2 (1990)
- Eagle's Rider (1990)
- Wings of Fury (1990, solo conversione Amstrad CPC)
- Sliders (1991)
- Killerball (1991)
- Grand Prix 500 2 (1991)
- Nicky Boom (1992)
- Action Sport (1993)
- Super Sport Challenge (1993)
- Genesia/Ultimate Domain (1993)
- Nicky 2 (1993)
- Super Ski 3 (1994)
- Ultimate Domain (1994)
- Carlos (1994)
- Fort Boyard - The Challenge (1995)
- Evidence: The Last Report (1996)
- Secret Mission (1996)
- Saban's Iznogoud (1997)
- Des chiffres et des lettres (1997)
- Rising Lands (1997)
- Shogo: Mobile Armor Division (1998)
- Amerzone (1999)
- Corsairs: Conquest at Sea (1999)
- Dracula: Resurrection (1999)
- Speed Demons (1999)
- L'impero delle termiti giganti (2000)
- Far Gate (2000)
- Warm Up! (2000)
- Fort Boyard (2001)
- Monster Racer (2001)
- Road to India: Between Hell and Nirvana (2001)
- Open Kart (2001)
- Tennis Masters Series (2001)
- Times of Conflict (2001)
- Druuna: Morbus Gravis (2001)
- Snow cross, sviluppato da Vicarious Visions (2001)
- X'treme Roller (2001)
- Kohan: Battles of Ahriman, sviluppato da Timegate (2002)
- Syberia (2002)
- Post Mortem (2002)
- War and Peace: 1796-1815 (2002)
- Warrior Kings (2002)
- Casper Game Boy Advance (2002)
- Jack The Ripper, sviluppato da Galilea Games (2003)
- Syberia II (2004)
- Still Life (2005)
- Jules Verne's Journey to the Center of the Moon (2005)[8]
- Sinking Island (October 2007)
- Nostradamus: The Last Prophecy (2007)
- Dracula 3 - The Path of the Dragon (2008)
- Still Life 2 (2009)
- Return to Mysterious Island II (2009)
- Red Johnson's Chronicles (2011)[9]
- Red Johnson's Chronicles - One Against All (2012)[10]
- Crazy Cars: Hit the Road (2012)
- Louisiana Adventure (2013)
- Nicolas Eymerich, The Inquisitor: Book 1 - The Plague (2013)
- Dracula 4: The Shadow of the Dragon (2013)
- Dream Chamber (2013)
- Dracula 5: The Blood Legacy (2013)
- Garfield Kart (2013)
- 9 Elefants (2014)
- Nicolas Eymerich, The Inquisitor: Book 2 - The Village (2015)[11]
- Subject 13 (2015)[12]
- Agatha Christie: The ABC Murders (2016)
- The Descendant (2016)
- Moto Racer 4 (2016)
- Yesterday Origins (2016)
- Syberia III (2017)
- Gear.Club Unlimited (2017)
- Asterix & Obelix XXL 2 (2018)
- Asterix & Obelix XXL 3: The Crystal Menhir (2019)
- Blacksad: Under the Skin (2019)
- Garfield Kart: Furious Racing (2019)
- Titeuf: Mega Party (2019)
- Chi Vuol Essere Milionario (2020)
- Marsupilami: Hoobadventure (2021)
- Garfield: Lasagna Party (2022)
- Smurfs Kart (2022)
- UFO Robot Goldrake: Il banchetto dei lupi (2023)
- Inspector Gadget: Mad Time Party (2023)
- I Puffi - Village Party (2024)

### Wanadoo Edition
- Dracula 2: L'ultimo santuario (2000)
- The Messenger (2000)
- Fort Boyard (2001)
- Monster Racer (2001)
- Tennis Masters Series (2001)
- Times of Conflict (2001)
- New York Race, sviluppato da Kalisto (2001)
- Snow cross, sviluppato da Vicarious Visions (2001)
- Kirikou, sviluppato da Étranges Libellules (2001)
- Hitchcock: The Final Cut, sviluppato da Arxel Tribe (2001)
- The Cameron Files: Secret at Loch Ness, sviluppato da Galilea (2001)
- Necronomicon: The Dawning of Darkness (2001)
- The Pink Panther: Pinkadelic Pursuit, sviluppato da Étranges Libellules (2002)
- Roland Garros 2002, sviluppato da Carapace, (2002)
- Project Zero, sviluppato da Tecmo (2002)
- Robin Hood: La leggenda di Sherwood, sviluppato da Spellbound (2002)
- Kohan: Battles of Ahriman (espansione di Kohan: Immortal Sovereigns), sviluppato da Timegate (2002)
- Iron Storm, sviluppato da 4X Studios (2002) (PS2 version by Rebellion Developments as World War Zero: Iron Storm)
- Gremlins: Stripe vs Gizmo, sviluppato da Magic Pockets (2002)
- Sherlock Holmes: Il mistero della mummia, sviluppato da Frogwares (2002)
- Haegemonia, sviluppato da Digital Reality (2002)
- Imperivm: La guerra gallica, sviluppato da Haemimont (2002)
- Gremlins: Stripe vs Gizmo, sviluppato da Magic Pockets (2002)
- Speedball 2 (GBA), sviluppato da Crawfish (2002)
- Castleween (2002)
- Inquisition (2002)
- Warrior Kings (2002)
- Roland Garros 2003 French Open, sviluppato da Carapace (2003)
- Pro Beach Soccer, sviluppato da PAM, (2003)
- Curse: The Eye of Isis, sviluppato da Asylum (2003)
- Rygar: The Legendary Adventure, sviluppato da Tecmo (2003)
- Raging Blades, sviluppato da PCCWJ (2003)
- Haegemonia: the SOLON Heritage, sviluppato da Digital Reality (2003)